# Morning Kiss (AIR-G')
『Morning Kiss』（モーニングキス）は、毎週土曜日にAIR-G'（エフエム北海道）で生放送されていたラジオ番組。パーソナリティーは水本香里アナウンサー（現在はフリーアナウンサー）。放送時間は7:00 - 11:55。途中9時台と10時台でTOKYO FMをキーステーションとする全国ネットの番組をはさむ、ブロックワイドであった。

## タイムテーブル
（）
☆ - TOKYO FM制作のネット受け番組
- 07:00 - オープニング
- 07:08 - 天気予報
- 07:18 - ニュースフラッシュ
- 07:34 - エンターチェック
- 07:50 - ユリアの星占い（2006年 - ）
- 08:05 - ユリアの星占い（2004年）→ 甘党・辛党（2006年 - ）→ どっち・どっち?（2006年10月 - ）
- 08:15 - パン好き（2004年）
- 08:20 - 天気予報
- 08:25 - 道路情報
- 08:43 - おすすめデート
- 08:55 - 道新ヘッドラインニュース
- 09:00 - ☆Kampo アーバン・ウィークエンド
- 09:30 - JH ジングリングハイウェイ（2004年）→ サタデーEX Produced by ネクスコ東日本（2006年 - ）
- 09:45 - さっぽろアートウィークリー
- 09:55 - (まるい) オレンジクリップ
- 10:00 - ☆SUBARU OFFTIME CRUISE
- 10:25 - ☆TOYO TIRES Sabato Ganzino（2004年）→ ☆Lift up your heart supported by オロナミンC（2006年4月 - 9月）→ 義家弘介のTalk and Talk（2006年10月 - ）
- 10:50 - HIT&WEATHER
- 10:55 - 道新ヘッドラインニュース
- 11:00 - 11時台オープニング
- 11:12 - 道路情報
- 11:20 - 大丸 デパナビ（2004年）→ ナチュラル気分（2006年4月 - 9月）→ 土曜劇場（2006年10月 - ）
- 11:30 - Kiss Bar